# 야마무라 신지로 (1908년)
야마무라 신지로(일본어: 山村 新治郎, 1908년 3월 2일~1964년 10월 2일)는 9선 중의원 의원을 지낸 일본의 정치인이다.
아들은 9선 중의원 의원을 지낸 야마무라 신지로인데 부자가 한자까지 이름이 동일하다.

## 생애
1908년 3월 2일에 지금의 지바현 가토리시에서 태어났다. 구제 사와라 중학교를 졸업한 뒤 가업을 물려받아 비료와 미곡상을 경영했다. 이후 정계에 투신해 지바현의회 의원이 되었으며 전후인 1946년에는 중의원 의원에 당선됐다.
이케다 내각 때 자민당 국회대책위원장과 행정관리청 장관을 지냈다. 나리타 국제공항 건설 장소로 운수성이 제안한 도미사토를 지지하며 용지 구매 비용으로 단당 100만 엔씩 주겠다며 적극적으로 농민들 설득에 나섰다.
1964년 10월 2일에 사망했다. 향년 56세. 사후 정3위에 추서되고 훈1등 욱일대수장을 추증받았다. 지역구는 장남인 야마무라 신지로가 물려받았다.

## 역대 선거 기록
|  | 0% |

|  | 20% |

|  | 20.1% |

|  | 22.5% |

|  | 22.4% |

|  | 21.4% |

|  | 21% |

|  | 17.7% |

|  | 33% |

| 전임 가와시마 쇼지로 | 제23·24대 행정관리청 장관 1963년 7월 18일~1964년 7월 18일 | 후임 마스하라 게이키치 |